# 文·史考利
文森特·愛德華·史考利（英語：Vincent Edward Scully，1927年11月29日—2022年8月2日）是一名美國體育評述員。他最出名的是他為美國職業棒球大聯盟的洛杉磯道奇隊主持了67個賽季的比賽，從1950年開始（當時球隊還位於布魯克林），到2016年結束。
史考利在道奇隊的任期是職業體育史上於任何廣播公司中評述單一球隊最長的人；就任何身份與道奇隊組織相關的年數而言，他僅次於湯米·拉索達（兩年）。2016年，他以88歲的高齡退役，結束了他作為球隊體育評述員的破紀錄之旅 。在他擔任麥克風的最後一個賽季，史考利在洛杉磯SportsNet電視台和KLAC電台播報大部分道奇隊的主場比賽（以及部分客場比賽）。他以其獨特的嗓音、抒情的描述風格和對道奇隊比賽的標誌性介紹而知名。「現在是道奇隊的棒球比賽時間！大家好，祝你有個非常愉快的下午/晚上，無論你在哪裡。」許多人認為他是有史以來最偉大的棒球播報員（根據球迷的排名，看台報告和FOX體育）。
除了道奇隊的棒球比賽之外，史考利也在1975年至1982年期間為CBS體育播報各種全國性的美式足球和高爾夫比賽，並在1983年至1989年期間擔任NBC體育的首席棒球解說員。他還在1979年至1982年期間為CBS電台播報世界大賽，並在1990年至1997年期間再次播報。